# 古賀稔彦
古賀 稔彦（こが としひこ、1967年〈昭和42年〉11月21日 - 2021年〈令和3年〉3月24日）は、日本の柔道家（講道館九段）、医学者。学位は博士（医学）（弘前大学・2012年）。
古賀塾・元塾長。元環太平洋大学・教授。元日本健康医療専門学校・校長。1992年バルセロナオリンピック柔道男子71kg級金メダリスト。
佐賀県三養基郡北茂安町（現・みやき町）出身。
血液型はA型。身長169cm。兄も柔道家の古賀元博。古賀颯人は長男、古賀玄暉は二男。古賀ひよりは長女。

## 人物
世田谷区立弦巻中学校、世田谷学園高等学校、日本体育大学卒業。日本体育大学助手、全日本柔道女子強化コーチ（2005年11月末退任）を経て、2007年から環太平洋大学体育学部体育学科教授兼女子柔道部総監督。2014年から全日本柔道連盟女子強化委員。古賀塾塾長。弘前大学大学院医学研究科後期博士課程修了。学位は博士（医学）。日本健康医療専門学校校長。
常に一本を取りに行く柔道と、小柄な体からの切れ味鋭い技の数々、豪快な一本背負投が得意技であることから「平成の三四郎」の異名をとった。

## 来歴
福岡県久留米市で生まれ、幼少期を佐賀県北茂安町で育った。柔道を習っていた兄の影響で小学1年生から柔道を始め、中学1年で上京。柔道私塾講道学舎に入門する。世田谷区立弦巻中学校から世田谷学園高等学校、日本体育大学体育学部武道学科に進み、在学中はそれぞれ数々のタイトルを獲得。1988年ソウルオリンピックでオリンピック初出場するも、3回戦で敗退した。1990年、当時75kg前後という軽量にもかかわらず体重無差別の全日本選手権で重量級の選手を次々と撃破し、決勝に進出。決勝で当時最重量（95kg超級）の世界チャンピオンだった小川直也と対戦、足車に仕留められ準優勝となった。1992年バルセロナオリンピックの日本選手団の主将を務める。バルセロナオリンピック直前に吉田秀彦との乱取り中に左膝を負傷。ひざの痛みに加え、運動できないことにより減量も思うようにならない困難を乗り越え、痛み止めの注射を打ちながら金メダルを獲得した。TBSテレビは、年末のスポーツ名場面ベスト100の第2位に古賀の金メダルを選んでいる（1位は同じバルセロナオリンピックにおける女子100m平泳ぎにおける岩崎恭子の金メダルであった）。1996年アトランタオリンピック選考会では一本負けを喫したが、過去の実績から選出された。決勝まで進み、フランスのジャメル・ブーラに敗れ銀メダルを獲得している。
2000年に現役を引退。その後、指導者になり、全日本女子柔道チーム強化コーチを務める。そのかたわら、2003年4月からは子供の人間育成を目的とした町道場「古賀塾」を神奈川県川崎市高津区に開塾。コーチとして2004年アテネオリンピックでは古賀の愛弟子である谷本歩実が金メダルを獲得、谷本が古賀に抱きついて喜ぶ場面が放映された。2005年8月、24時間テレビ 「愛は地球を救う」（日テレ）の企画“百人掛け”を実施、72人で終了した（72勝0敗）。脱水による全身痙攣でドクターストップとなり、最後の相手は兄だった。2007年4月からは岡山県岡山市にある環太平洋大学柔道部の総監督に就任。2008年2月13日、明治時代に活躍した徳之島出身の徳三宝を称える歌「柔道一代 徳三宝」でCDデビューを果たした。2008年6月、東京都台東区浅草橋にある日本健康医療専門学校の校長に就任。同年、弘前大学大学院でスポーツ医学研究を始め、2012年3月に博士（医学）の学位を取得。2020年11月から2021年頃まで、園児から大学生まで幅広く柔道の指導をしていた。
2021年3月24日、がんのため神奈川県川崎市の自宅で死去した。53歳没。前年にがんの手術を行い、療養中であった。戒名は「金剛院献柔稔制大居士」。講道館は古賀の生前の功績に対して、死没前日の3月23日付で九段に昇段させた。日本政府は歿日付で旭日小綬章を追贈した。2022年7月31日、佐賀市のSAGAサンライズパークSAGAプラザ（総合体育館）柔道場前に銅像が完成。

## 主な戦績
- 1981年 - 全国中学校柔道大会 団体戦 優勝
- 1982年 - 全国中学校柔道大会 団体戦 2位
- 1983年 - 金鷲旗 3位
- 1984年 - 金鷲旗 優勝
- 1984年 - インターハイ 個人戦中量級 優勝
- 1984年 - 国体 少年男子の部 優勝
- 1985年 - 全国高校選手権 優勝
- 1985年 - 講道館杯 2位
- 1985年 - 国際高校柔道選手権大会 優勝
- 1985年 - 金鷲旗 優勝
- 1985年 - インターハイ 個人戦中量級 優勝 団体戦 2位
- 1985年 - 国体 少年男子の部 優勝

71kg級での戦績
- 1985年 - フィンランド国際 優勝
- 1985年 - 新人体重別 優勝
- 1986年 - イタリア国際 団体戦 2位
- 1986年 - 世界ジュニア 優勝
- 1986年 - 選抜体重別 2位
- 1986年 - 正力杯 優勝
- 1986年 - 国体 成年男子の部 優勝
- 1986年 - 嘉納杯 優勝
- 1987年 - 正力国際 優勝
- 1987年 - 講道館杯 2位
- 1987年 - 選抜体重別 優勝
- 1987年 - 世界選手権 3位
- 1988年 - 正力国際 優勝
- 1988年 - 講道館杯 優勝
- 1988年 - 選抜体重別 優勝
- 1988年 - 正力杯 優勝
- 1988年 - 世界学生 優勝
- 1989年 - 正力国際 優勝
- 1989年 - 講道館杯 優勝
- 1989年 - 選抜体重別 優勝
- 1989年 - 世界選手権 優勝
- 1990年 - 正力国際 優勝
- 1990年 - 講道館杯 優勝
- 1990年 - 選抜体重別 優勝
- 1990年 - アジア大会 3位
- 1990年 - 嘉納杯 優勝
- 1991年 - 講道館杯 優勝
- 1991年 - 選抜体重別 優勝
- 1991年 - 世界選手権 優勝
- 1992年 - 講道館杯 優勝
- 1992年 - 選抜体重別 優勝
- 1992年 - バルセロナオリンピック 優勝

78kg級での戦績
- 1994年 - 講道館杯 5位
- 1995年 - ドイツ国際 2位
- 1995年 - 選抜体重別 優勝
- 1995年 - 世界選手権 優勝
- 1996年 - 選抜体重別 3位
- 1996年 - アトランタオリンピック 2位

81kg級での戦績
- 1998年 - 講道館杯 3位
- 1999年 - 講道館杯 3位
- 2000年 - ロシア国際 3位

体重無差別大会での戦績
- 1990年 - 全日本選手権 2位

## 受賞
- 1992年度JOCスポーツ賞最優秀賞
- 1992年 - 日本スポーツ賞オリンピック特別賞
- 2021年 - 旭日小綬章
- 2021年 - 毎日スポーツ人賞功労賞

## 演じた俳優
- 神保悟志 - バラエティ番組『くりぃむしちゅーの掘れば掘るほどスゴイ人』ドラマパート[13]

## 関連書籍
- マンガふるさとの偉人「古賀稔彦物語」 発行 佐賀県みやき町 2022年9月